# Get Even (serie televisiva)
Get Even è una serie televisiva ideata da Holly Phillips.

## Trama
Quattro compagne di una scuola privata, decidono di formare una squadra (le NCA) per combattere le ingiustizie all'interno dell'istituto in segreto.

## Episodi
| Stagione       | Episodi | Prima TV originale | Prima TV in italiano |
| -------------- | ------- | ------------------ | -------------------- |
| Prima stagione | 10      | 2020               | 2020                 |

## Distribuzione
La serie è stata presentata in anteprima su BBC iPlayer il 14 febbraio 2020. Nell'agosto 2020, la serie è stata acquisita da Netflix e distribuita a livello internazionale.